# Nyenrong
Nyenrong, även stavat Nyainrong, är ett härad (dzong) som lyder under prefekturen Nakchu i Tibet-regionen i sydvästra Kina.